# Atyai pofonosztó
Az Atyai pofonosztó (alternatív cím: Remény Atya, eredeti cím: Padre Speranza) 2001-ben készült olasz televíziós akció–vígjáték, amelynek főszereplője Bud Spencer. Az élőszereplős játékfilm rendezője Ruggero Deodato, producere Guido De Angelis. A forgatókönyvet Ruggero Deodato, Sandro Moretti és Giuseppe Pedersoli írta, a zenéjét Guido és Maurizio de Angelis szerezte. A tévéfilm készítője és forgalmazója a RAI Radiotelevisione Italiana. Műfaja filmvígjáték. 
Érdekes módon Olaszországban csak 2005-ben mutatták be, idehaza viszont már 2002-ben láthatta a közönség. Magyarországon két szinkronos változat is készült belőle, amelyből az elsőt 2002. március 20-án az RTL Klubon, a másodikat 2013. június 4-én a FilmBoxon vetítették le a televízióban. Kránitz Lajos ebben a filmben az első szinkronban szinkronizálta utoljára Bud Spencert.

## Cselekmény
Speranza atya, akit Don Carlo Vasarinak hívnak, különös egy pap, mivel nem tartja be a szabályokat és képtelen tisztelni az egyházi hierarchiát. Ezért aztán nem csoda, ha feljebbvalói egy délolasz kisvárosba száműzik. De ő a nevelőintézetben is keményen dolgozik, mindent elkövet, hogy vigaszt, reményt, példaképet adjon a csellengő, talajt vesztett, elfelejtett gyerekeknek. Amikor azonban az intézet egyik lakóját, a tizenéves korú Darko Jacubit megölik, a 16 éves Ninót vádolják meg a szörnyű tett elkövetésével. De az atya tudja, hogy nem ő a bűnös...

## Szereplők
| Szerep                           | Színész              | Magyar hang                         | Magyar hang                    |
| Szerep                           | Színész              | 1. magyar változat (RTL Klub, 2002) | 2. magyar változat (SPI, 2013) |
| -------------------------------- | -------------------- | ----------------------------------- | ------------------------------ |
| Speranza atya (Don Carlo Vasari) | Bud Spencer          | Kránitz Lajos                       | Papp János                     |
| Aldo Torrisi                     | Vincent Riotta       | Juhász György                       | Czvetkó Sándor                 |
| Nino                             | Salvatore Cascio     | Markovics Tamás                     | Szalay Csongor                 |
| Vincenzo                         | Alex Sandro          | Minárovits Péter                    | Szabó Máté                     |
| Gege                             | Mauro Ursella        | Katona Zoltán                       | Szokol Péter                   |
| Maddalena                        | Valentina Lainati    | Kiss Virág                          | Kelemen Kata                   |
| Igazgatóhelyettes                | Giovanni Caruso      | Imre István                         | Dézsy Szabó Gábor              |
| Attilio                          | Saverio Deodato      | Tóth Roland                         | Sánta László                   |
| Mottola vizsgálóbíró             | Rodolfo Corsato      | Kautzky Armand                      | Végh Péter                     |
| Peluso                           | Gianni Franco        | Végh Ferenc                         | Karsai István                  |
| Dr. Rivelli                      | Laura Gualtieri      | N/A                                 | Bálint Adrienn                 |
| Leonardo atya                    | Marco Messeri        | Dengyel Iván                        | Cs. Németh Lajos               |
| Igazgatónő                       | Ines Nobili          | Nyírő Bea                           | Kisfalvi Krisztina             |
| Episcopo, tudósító               | Alberto Rossi        | Hevér Gábor                         | Stern Dávid                    |
| Altieri rendőrfőnök              | Paolo Triestino      | Barbinek Péter                      | Forgács Gábor                  |
| Diotallevi                       | Marcello Arnone      | Faragó András                       | N/A                            |
| Lulú                             | Ivna Bluck           | N/A                                 | N/A                            |
| Darko Jacubi                     | Alessio Casamassima  | Petrik Péter                        | N/A                            |
| Fonseca                          | Angelo Infanti       | Salinger Gábor                      | Végh Ferenc                    |
| Don Cesco                        | Alessandro Moretti   | Dobránszky Zoltán                   | Végh Ferenc                    |
| Peluso kollégája a tengerparton  | N/A                  | Antal László                        | Végh Ferenc                    |
| Antonio, Torrisi embere          | N/A                  | N/A                                 | Végh Ferenc                    |
| Rossi                            | Aiace Tugnoli        | Welker Gábor                        | N/A                            |
| Darko apja                       | Alexander Cvetkovic  | Wohlmuth István                     | N/A                            |
| Doki, börtönorvos                | Lucio Rosato         | Cs. Németh Lajos                    | Petridisz Hrisztosz            |
| Késsel támadó férfi              | Ottaviano Dell’Acqua | Seder Gábor                         | N/A                            |
| Részeg a kocsiban                | Sasha D’Arc          | Pálfai Péter                        | N/A                            |
| Marcello, börtönpostás           | N/A                  | Bácskai János                       | N/A                            |